# James Voss
James Shelton „Jim“ Voss (* 3. března 1949) je bývalý americký astronaut NASA.
Je viceprezidentem inženýrství v SpaceDevu, vysloužilý důstojník americké armády, bývalý zástupce pro lety v Johnsonovově vesmírném středisku. Je veteránem pěti vesmírných misí. Na Mezinárodní vesmírné stanici strávil celých pět a půl měsíců.

## Mládí
Narodil se 3. března 1949 v Cordově v Alabamě. Ženatý je s Suzan Curryovou z Birminghamu v Alabamě. Mají spolu jednu dceru, Kristie. Jeho koníčky jsou práce se dřevem, lyžování, softball, raketbal, potápění s přístrojem a létání v letadlech vlastní výroby. Byl členem Auburnského universitního wrestlingového teamu.

## Vzdělání
Promoval na Opelické střední škole v Alabamě. V roce 1972 získal titul Bachelor of Science v Aerokosmických technologiích na Auburnské universitě. Titul Master of Science v tomtéž oboru získal na universitě v Coloradu v roce 1974 a čestný doktorát získal na téže universitě v roce 2000.

## Ocenění a pocty
Cena významných absolventů University v Coloradu (2002), Alabama Engineering Hall of Fame (2001), NASA Distinguished Service Medal (2001); U.S. Army Distinguished Service Medal (1999); NASA Outstanding Leadership Award (1996); NASA Exceptional Service Medal (1994); 5 NASA Space Flight Medals (1992, 1993, 1995, 2000, 2001); Defense Meritorious Service Medal (1993); Defense Superior Service Medal (1992); Outstanding Student Award, USN Test Pilot School (1983); Cena Williama P. Clementse mladšího za vynikající kvality ve vzdělání jako význačný profesor na U.S. Military Academy (1982); Meritorious Service Medal (1982); NASA Summer Faculty Research Fellowship (1980); List důstojníků - Infantry Officer Advanced Course (1979); Army Commendation Medal (1978); Honor Graduate and Leadership Award - Ranger School (1975); Slavný absolvent - Infantry Officer Basic Course (1974).

## Kariéra
Po absolvování školy v Auburnu a pověření funkcí poručíka šel Voss na universitu v Coloradu, aby získal titul Master of Science pod Army Graduate Fellowship Program. Po absolvování základního pěchotního výcviku sloužil u 2. praporu 48. pěchoty v Německu jako velitel čety a personálním důstojníkem u špionáže. Po návratu do Spojených států navštěvoval pokročilý výcvik pěchotních důstojníků, a pak učil tři roky na katedře mechaniky na americké vojenské akademii. Po absolvování americké námořní školy jako testovací pilot a válečné školy štábu ozbrojených sil byl Voss jmenován do U.S. Army Aviation Engineering Flight Activity jako letový testový inženýr, badatel a koordinátor vývoje. Byl také zapojen v několika hlavních leteckých testovacích projektech před detailnějším testováním v Lyndon B. Johnson Space Center pro NASA.

## NASA
Voss pracoval v Johnsově vesmírném středisku od listopadu 1984 do svého důchodu v roce 2003. Ve své funkci jako Vehicle Integration Test Engineer testoval v Kennedyho vesmírném středisku hmotnost nákladu na raketoplánech pro STS-51-D, STS-51-F, STS-61-C a STS-51-L. Účastnil se vyšetřování nehody mise STS-51-L, poslední mise raketoplánu Challenger, kde se prosazoval o navrácení bezpečnějších letů raketoplánů. Jako kandidát na astronauta byl Voss vybrán červnu 1987. Poté musel absolvovat jednoletý výcvikový a testovací program, který ukončil v srpnu 1988, a který mu přidělil funkci leteckého specialisty na raketoplánu. Pracoval jako člen letového zastupitelstva v oblasti zabezpečování letů, jako letový kontrolor, zprostředkovávající komunikaci mezi zemí a posádkou letu během simulací a letů raketoplánem a jako důstojník u výcviku astronautů. Jim sloužil ve dvou misích jako záložní člen posádky na ruskou vesmírnou stanici Mir. Během této doby žil a trénoval dva roky v středisku přípravy kosmonautů J. A. Gagarina ve Hvězdném městečku. Voss sloužil jako specialista na misích STS-44 v roce 1991 a STS-53 v roce 1992, byl velitelem nákladů na STS-69 v roce 1995 a znovu byl v roce 2000 specialistou na misi STS-101. Během roku 2001 žil a pracoval na palubě Mezinárodní vesmírné stanice jako letový inženýr posádky Expedice 2. Veterán pěti vesmírných letů, strávil Voss 201 dní ve vesmíru, čtyřikrát vystoupil do volného prostoru, celkově na 22 hodin a 35 minut. Jimova poslední funkce v NASA byla zástupce pro lety na Mezinárodní vesmírnou stanici.

## Po odchodu od NASA
Po odchodu do penze v roce 2003 se stal Voss spoluděkanem inženýrství pro externí záležitosti na Auburn University, podporujíce studentské projekty a vývoj pro kolej. Zde také vyučoval letecké inženýrství. V listopadu 2007 se stal viceprezidentem inženýství u SpaceDevu. Zúčastnil se 22. kongresu ASE od 4. října do 10. října 2009 v Praze v prostorách fakulty elektrotechnické ČVUT.